# Parque

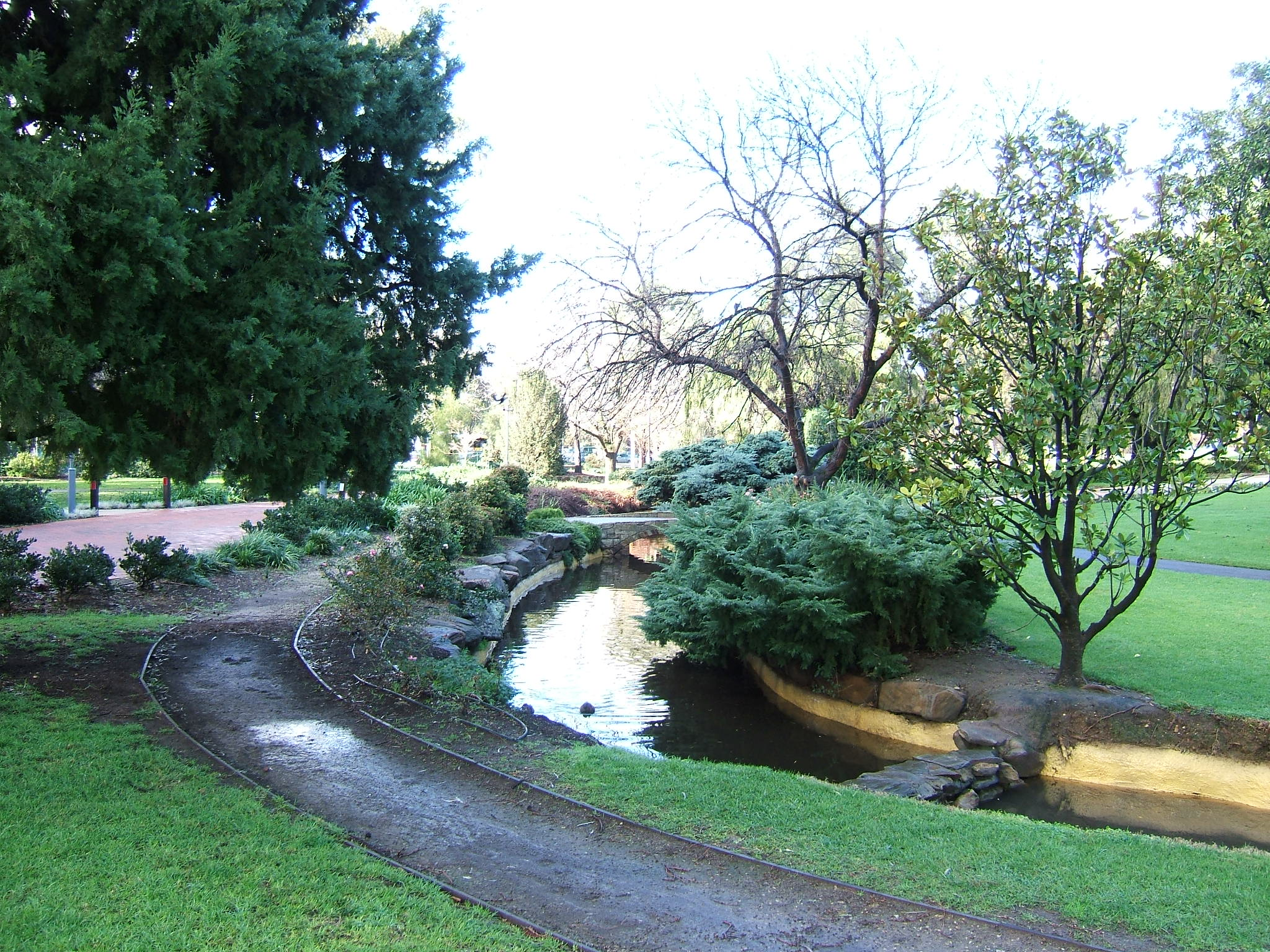
Parque Veale Gardens em Adelaide (Austrália).

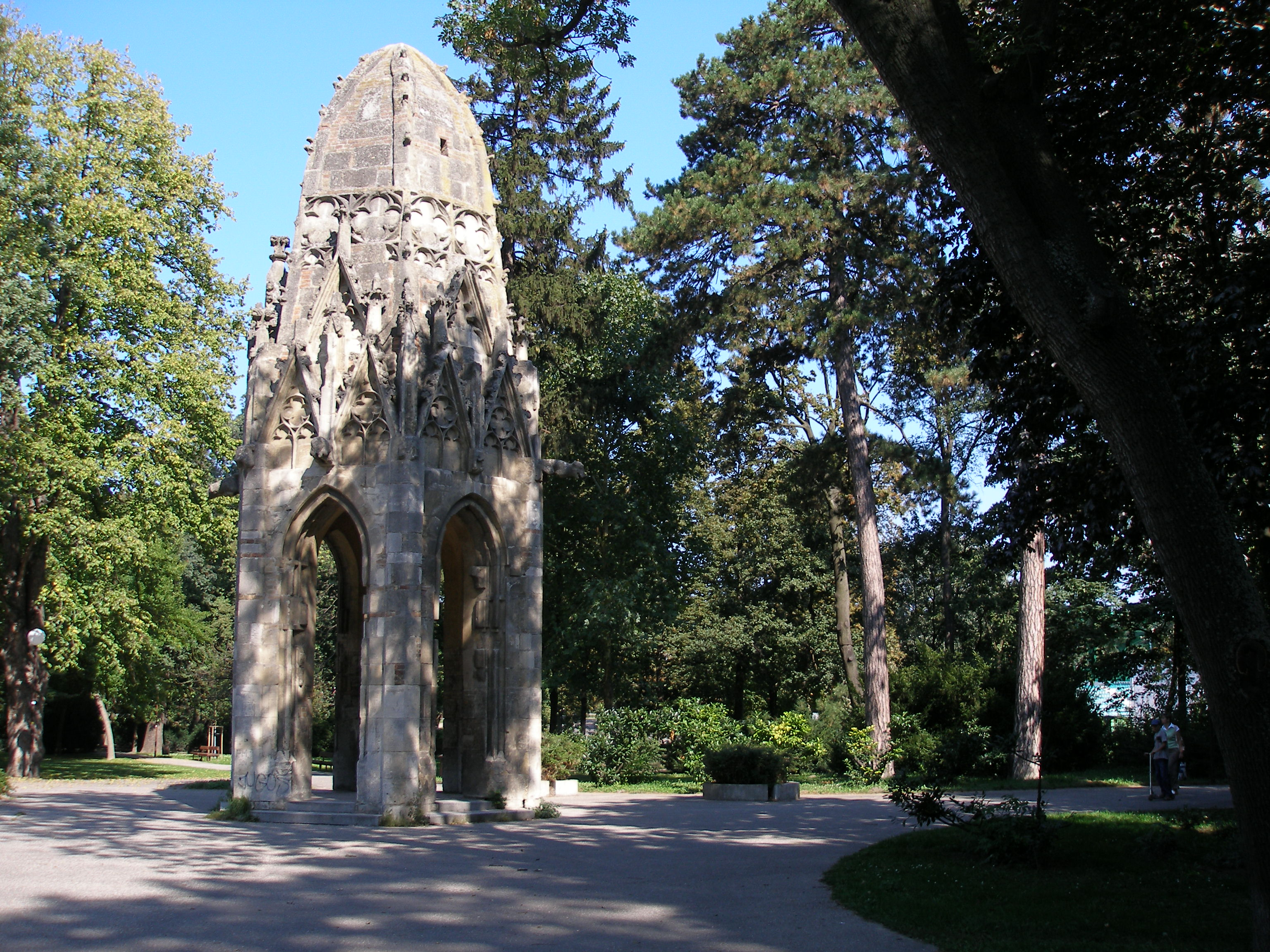
Parque Sad Janka Kráľa em Bratislava, Eslováquia.

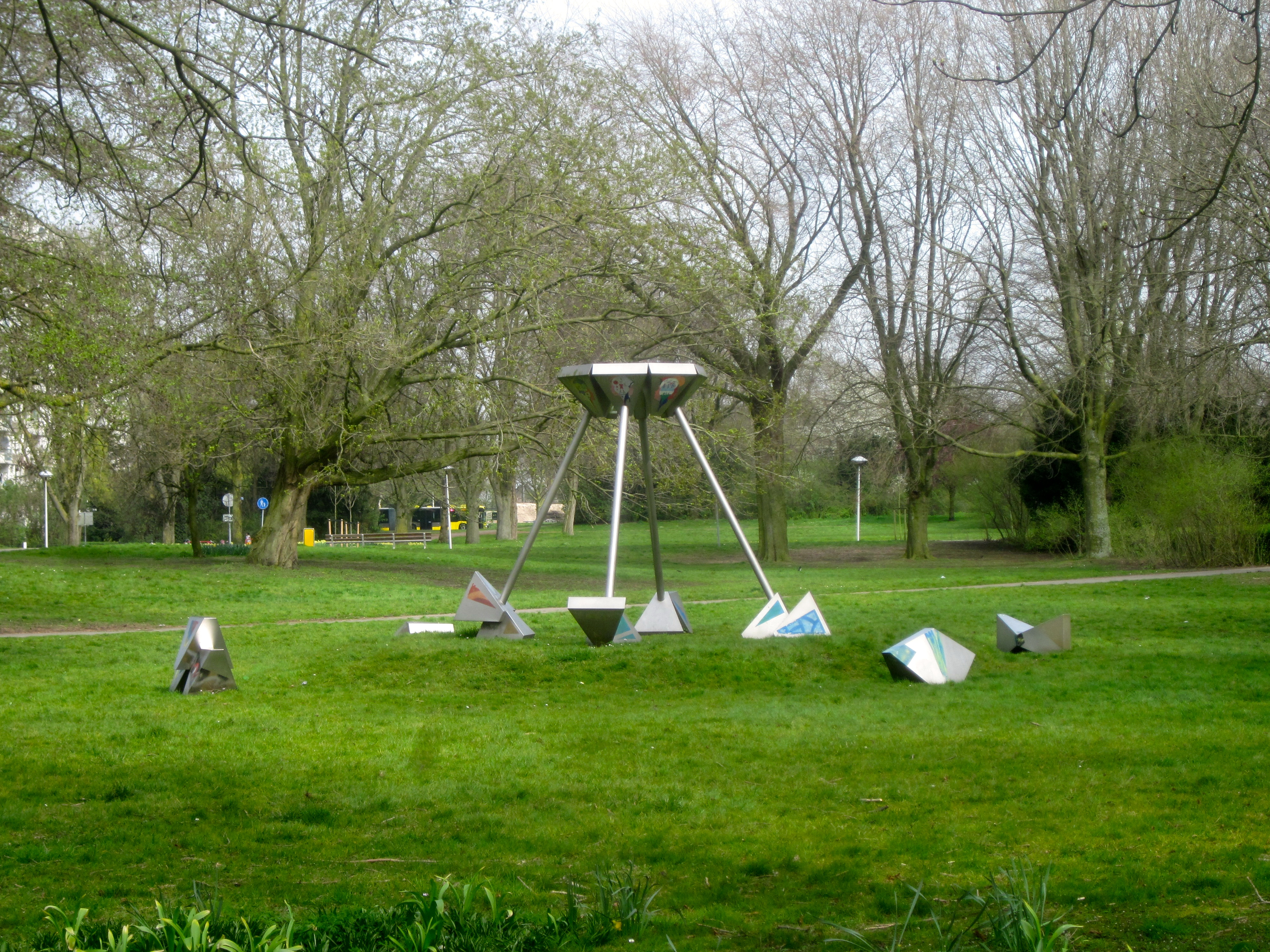
Parque de Gagel em Utrecht, Países Baixos.

Um parque (do francês parc) é uma área territorial delimitada caracterizada por constituir unidades de conservação. Esses terrenos podem ser terrestres e/ou aquáticos, normalmente extensos, contendo ecossistemas naturais ou seminaturais de grande relevância ecológica, podendo conter sua importância na conservação de ecossistemas ameaçados, na presença de sítios geológicos de interesse científico, em seu valor educacional, recreativo ou turístico. Podem ser definidas e conservadas pelo poder nacional, estadual ou municipal,  podendo ser caracterizado como natural, urbano ou militar.
O termo também é usado para descrever um tipo de savana.

## História
Os primeiros parques surgiram na Grécia Antiga, nas regiões das pólis, como espaços que combinavam áreas de socialização e vegetação nativa. Outras civilizações antigas também criaram parques, como a China, onde tinham simbolismo religioso, e o Egito, onde serviam para amenizar o calor intenso.
Na Idade Média, nobres ingleses mantinham jardins restritos em suas propriedades, conhecidos como Parques de Veados, usados principalmente para a caça. Esses parques eram símbolo de poder e status.
Antes da Segunda Revolução Industrial, cidades contavam com áreas arborizadas para embelezamento, mas a criação de parques urbanos ainda não era uma prioridade, pois o êxodo rural e a industrialização estavam em andamento, e a necessidade de áreas verdes nas cidades ainda não era percebida.
Após a Segunda Revolução Industrial, parques começaram a ser estabelecidos em áreas urbanas, oferecendo espaços para socialização e prática esportiva, similares aos das pólis. A preocupação com a preservação da biodiversidade ganhou força com a criação do Parque Nacional de Yellowstone, nos Estados Unidos, o primeiro do mundo a ser reconhecido como Unidade de Conservação. Embora inicialmente focado na preservação da beleza natural, o parque marcou o início do uso das áreas naturais para a conservação ambiental.
No Brasil, o primeiro parque de conservação foi o Parque Nacional do Itatiaia, inaugurado em 1937 pelo presidente Getúlio Vargas. Localizado na Mata Atlântica, o parque ocupa 28.086 hectares e abrange parte da divisa entre Minas Gerais e Rio de Janeiro. Atualmente, o Brasil conta com cerca de 569 parques, entre parques urbanos e Parques Naturais, que integram o sistema de Unidades de Conservação.

## Funcionalidades

### Parques na revitalização urbana
A revitalização urbana é um processo essencial para melhorar a qualidade de vida das cidades, e os parques desempenham um papel fundamental nesse entorno. Eles não apenas oferecem espaços de lazer e recreação, mas também contribuem para a sustentabilidade ambiental e servem de ponto de encontro social. Com isso há vários benefícios que podem ser listados.

### Benefícios ambientais
Os parques urbanos são essenciais para a manutenção da qualidade do ar e a região ambiental nas cidades. Eles ajudam a melhorar, atuando como filtros naturais que absorvem poluentes e liberam oxigênio. Além disso, áreas verdes são fundamentais na mitigação das mudanças climáticas, pois contribuem para a absorção de carbono e ajudam a regular as temperaturas urbanas, que sem área verde tendem a ter um clima de deserto.
Os parques lineares, por exemplo, são intervenções urbanísticas que conectam áreas verdes ao longo de cursos d’água. Esses espaços não só protegem ecossistemas locais, mas também servem como corredores ecológicos que promovem a biodiversidade e protegem os rios de detritos e a cidade de possíveis enchentes com a mata ciliar, além disso oferecem alternativas de mobilidade não motorizada, como em Berna, na Suíça. A criação de parques em áreas anteriormente degradadas ou subutilizadas pode transformar esses locais em ambientes vibrantes e sustentáveis.

### Qualidade de vida
A qualidade de vida nas cidades é diretamente influenciada pela disponibilidade de espaços públicos que sejam viáveis de utilização. Parques bem planejados oferecem não apenas lazer, mas também segurança e conforto ambiental. A presença de vegetação diversificada e áreas sombreadas é essencial para criar ambientes agradáveis que incentivam o uso contínuo por parte da população.
A revitalização urbana com foco em parques pode transformar áreas antes negligenciadas em locais atrativos para a sociedade. Isso não só melhora a estética urbana, mas também resgata o sentimento de pertencimento dos cidadãos aos seus espaços públicos, promovendo um ambiente mais inclusivo e saudável.

## Design
O design de parques públicos tem como objetivo contrastar com o ambiente urbano, proporcionando espaços tranquilos para lazer e relaxamento. Mais do que um apelo estético, o design desempenha uma função prática essencial. 
A segurança é fundamental para garantir o uso contínuo dos parques. Um ambiente seguro atrai mais visitantes, proporcionando uma sensação de conforto. Estudos realizados em cidades dos EUA, como Albuquerque, Chapel Hill/Durham, Columbus e Filadélfia, com 3.815 participantes que viviam a menos de 800 metros de um parque, indicaram que, além da segurança, a qualidade das instalações aumenta o uso do parque, muitas vezes mais do que a simples percepção de segurança.  Aspectos como boa iluminação, layout acessível, visibilidade, facilidade de manutenção e orientação são cruciais para a segurança do espaço. 
O design deve ser intuitivo, permitindo que os visitantes compreendam facilmente a disposição do parque. Elementos como sinalizações, entradas e saídas claras, pontos de referência e caminhos bem conectados garantem uma experiência mais fluida e agradável. 
A variedade de atividades é essencial para estimular a socialização, o bem-estar e o interesse. Isso inclui playgrounds, jogos, atividades comunitárias e de integração social e ambiental. 
Os parques podem ser divididos em: 
- Recreação Ativa: Envolve atividades intensivas, como esportes de equipe, playgrounds, piscinas e pistas de skate, com maior necessidade de manutenção e gestão. [13]

- Recreação Passiva: Focada em preservar o habitat natural, com áreas de piquenique rústicas, trilhas e bancos, requerendo menos desenvolvimento. [13]

Playgrounds contemporâneos são projetados para serem inclusivos e multissensoriais, utilizando materiais naturais e variados que estimulam as crianças. 
A integração de pessoas com mobilidade reduzida e deficiências visuais ou auditivas é crucial. Segundo o Censo de 2010, 12,5 milhões de brasileiros apresentam deficiências severas, o que equivale a 6,7% da população. Com dificuldades menores, esse número sobe para quase 46 milhões (24%). Medidas como rampas, banheiros adaptados, pisos táteis, fácil acesso a transporte público e estacionamentos são indispensáveis para garantir a inclusão. 
Alguns exemplos de parques:
- Parque Ibirapuera, São Paulo: Design modernista de Roberto Burle Marx, com ciclovias, lagos e espaços culturais. [17][18][19]Parque Ibirapuera, São Paulo

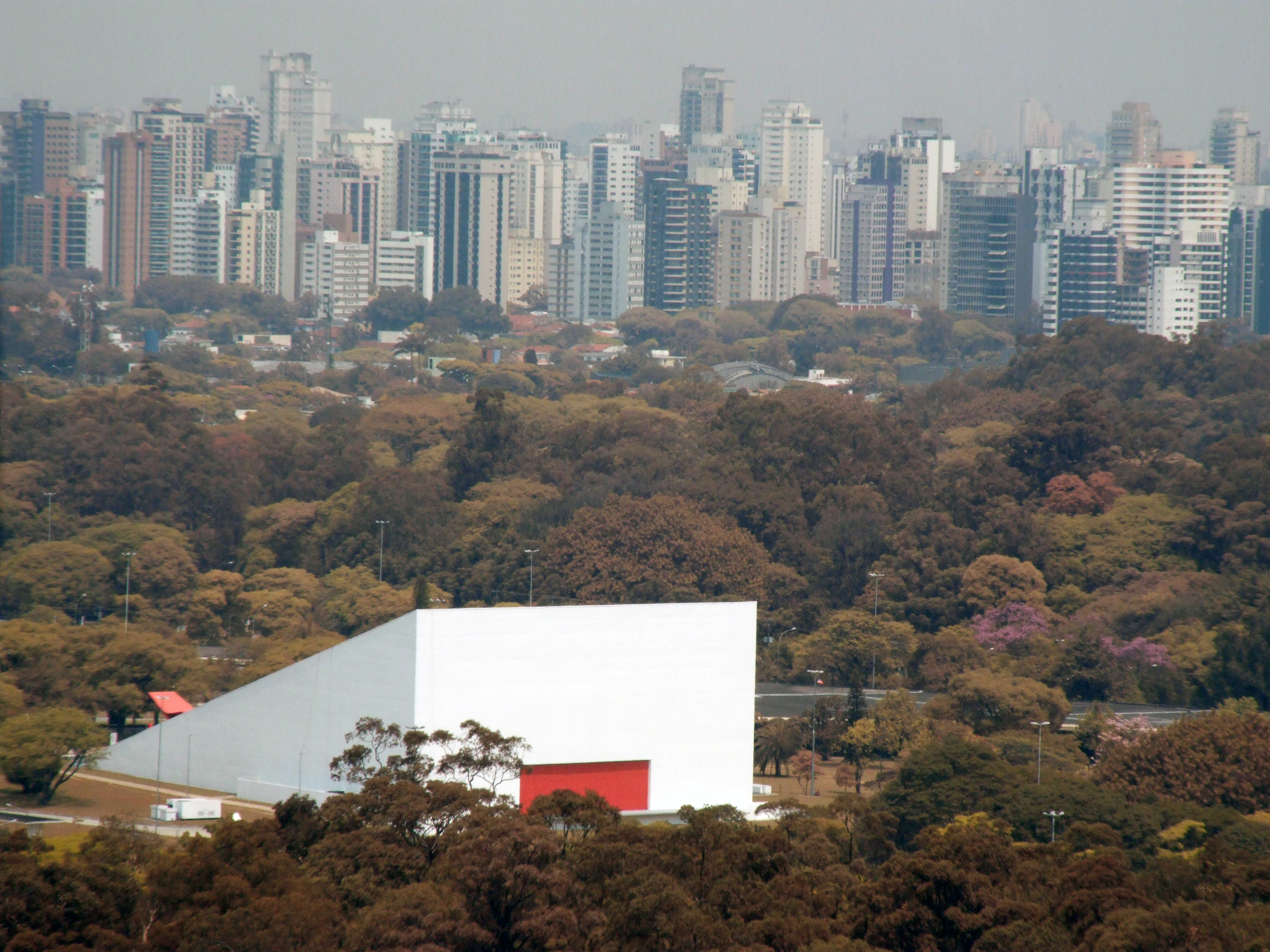
Parque Ibirapuera, São Paulo

- High Line, Nova York: Paisagismo de Piet Oudolf, com integração à antiga ferrovia e áreas arborizadas. [17][18]

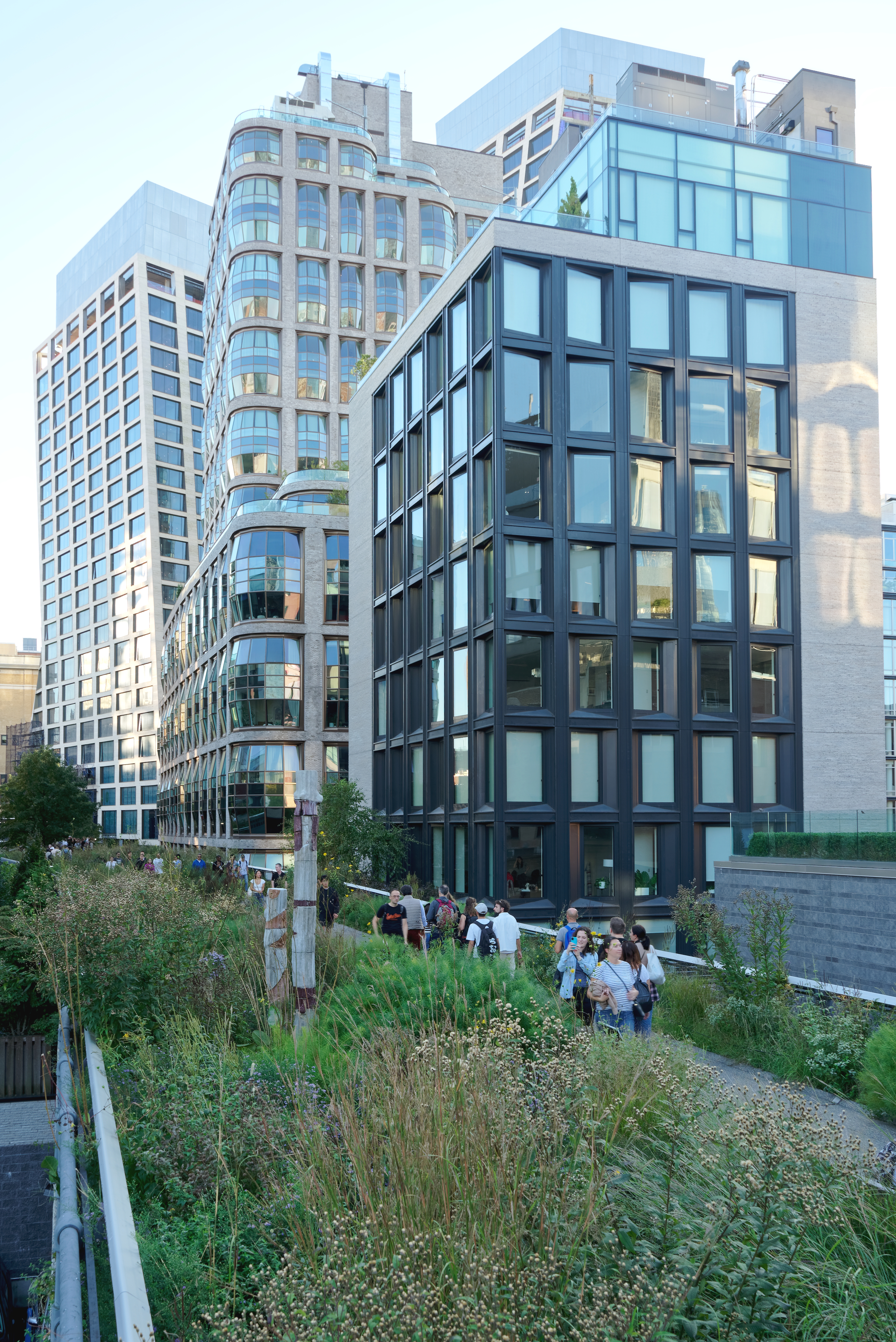
High Line, Nova York

- Gardens by the Bay, Singapura: Design futurista com árvores gigantes e estufas. [18]

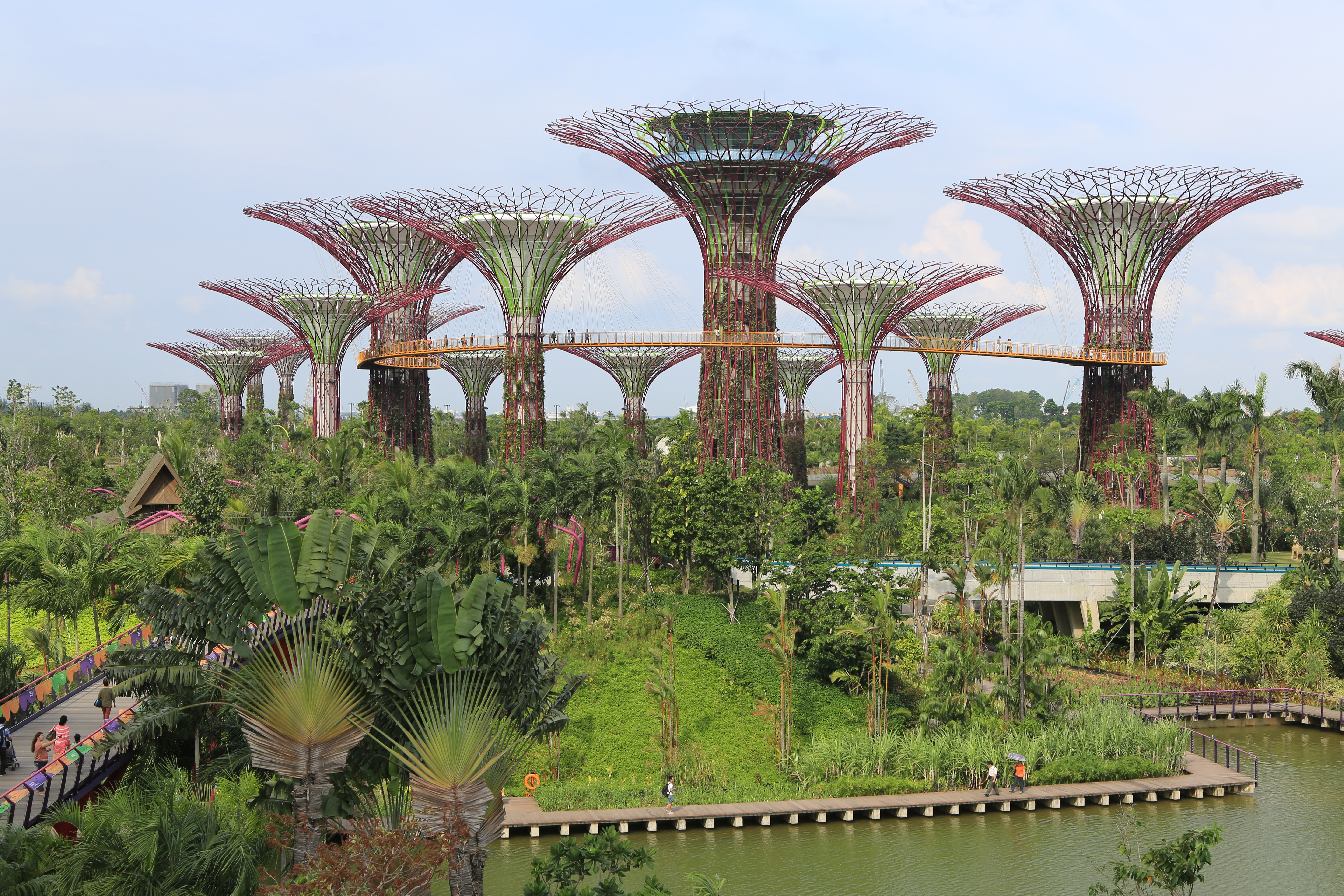
Gardens by the Bay, Singapura

- Coulée Verte René-Dumont, Paris: Primeiro parque construído sobre uma linha ferroviária desativada, com pontes, túneis e belas vistas. [20]

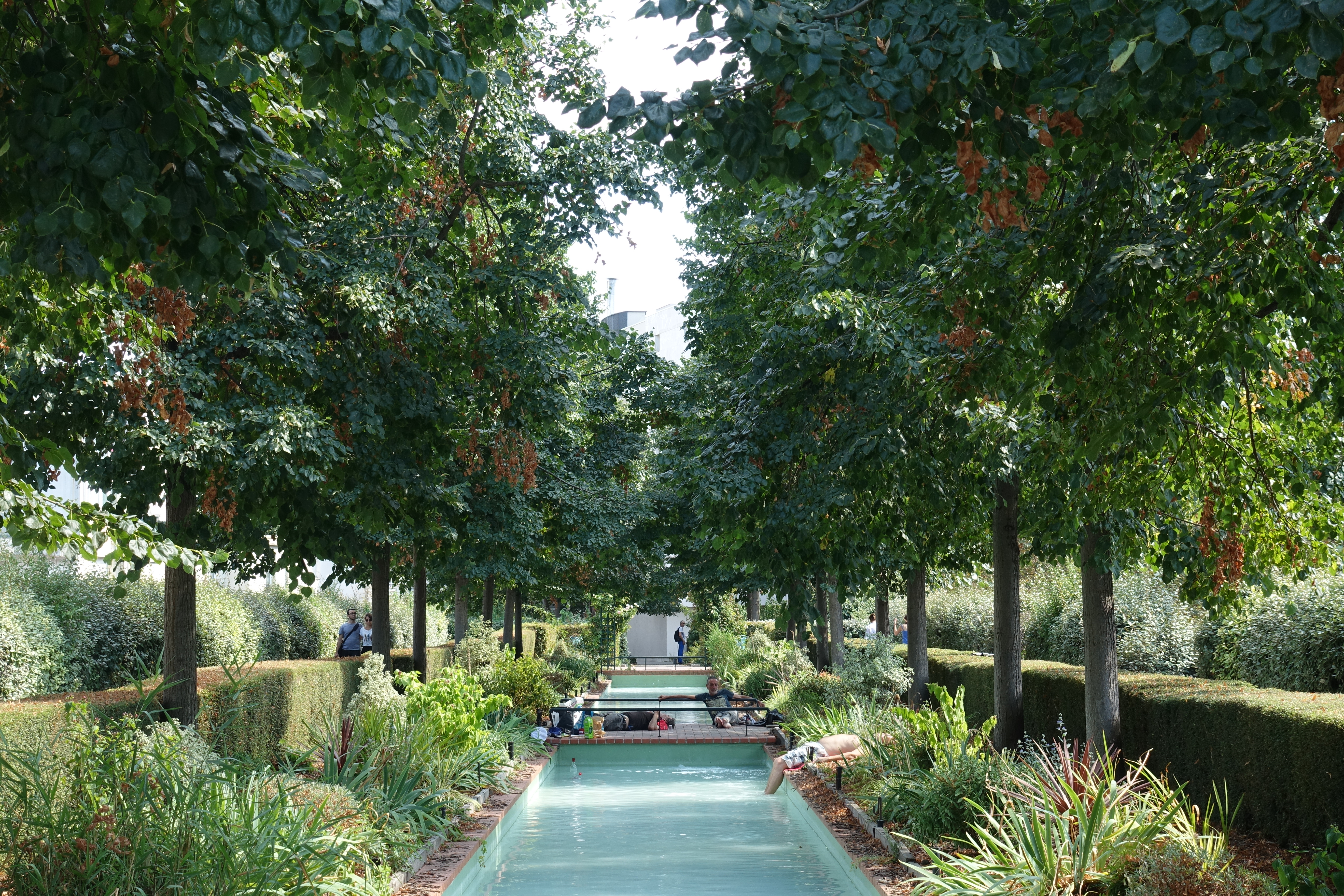
Coulée Verte René-Dumont, Paris

Parques bem projetados oferecem mais do que lazer: são espaços de convivência, integração e preservação, essenciais para a qualidade de vida nas cidades. 

## Serviços prestados

### Desenvolvimento econômico
Os parques, por serem áreas territoriais extensas, geram diversos gastos relacionados à criação e à manutenção de espaços de lazer. As melhorias na infraestrutura dessas áreas resultam em impactos econômicos significativos, decorrentes de despesas operacionais e investimentos de capital. Diante disso, é necessário adotar medidas que busquem equilibrar os custos com a renda gerada.
Uma dessas medidas envolve ajustes na remuneração real paga aos funcionários do parque. Nos Estados Unidos, por exemplo, esses modelos são amplamente utilizados para avaliar impactos econômicos, embora nem sempre apresentem resultados comparáveis a dados anteriores. Observou-se que os principais impactos nos parques estão relacionados à recreação. Esse setor, por sua vez, contribuiu com cerca de US$ 166 bilhões em atividades econômicas, evidenciando sua relevância para o desenvolvimento econômico.
No Brasil, estudos do Boston Consulting Group (BCG) apontam um grande potencial econômico relacionado aos parques nacionais. Segundo o BCG, esses espaços podem gerar benefícios consideráveis para a economia brasileira. Estima-se que o Brasil poderia atrair cerca de 56 milhões de visitantes anuais, resultando em uma receita de R$ 44 bilhões, o que aumentaria significativamente a participação dos parques na economia nacional.
Esse potencial de geração de renda permite implementar uma remuneração mais eficaz para os funcionários, ao mesmo tempo em que fomenta o desenvolvimento da infraestrutura dos parques nacionais, promovendo benefícios econômicos e sociais de longo prazo.

### Desenvolvimento de atividades físicas e culturais
Os parques são espaços versáteis que oferecem diversas atividades para pessoas de todas as idades. Essas atividades não apenas promovem a saúde e o bem-estar, mas também incentivam a socialização e a conexão com a natureza. Sua infraestrutura mostra-se extremamente importante para a realização, visto que lugares bem cuidados incentivam a visitação e, consequentemente, a realização dessas atividades. Além disso, a vista natural é atrativa, então sua preservação também está relacionada ao desenvolvimento de atividades.
Parques em ambientes urbanos são um ótimo exemplo disso. Por promoverem um contraste entre ambientes naturais e urbanos, extremamente modificados, eles são muito procurados como uma fuga da rotina e proporcionam um ótimo ambiente para socialização e desenvolvimento de atividades físicas, como caminhadas, passeios de bicicleta, exercícios, entre outros. Eles também são o cenário perfeito para atividades culturais, como festivais, apresentações de música, teatro ao ar livre e oficinas artísticas, promovendo assim uma mistura entre a socialização e o enriquecimento cultural.
Isso também é possível em parques nacionais, onde seu uso é permitido para propósitos recreativos, educacionais e científicos. Por se tratarem de unidades de conservação, as atividades são monitoradas para permitir sua realização sem causar o menor dano possível ao ambiente, o que incentiva os visitantes a participar da conservação da biodiversidade ali presente e torna a educação ambiental uma das principais atividades realizadas no parque, que é realizada a partir de visitas guiadas, mas também ocorre de forma orgânica, devido à reaproximação do ser humano com a natureza.
As atividades recreativas também tem um papel nisso e incluem atividades como trilhas, trekking, canoagem, passeios em embarcações náuticas, passeios de bicicletas, rafting, boia-cross, circuitos de arvorismo, rapel, bungee jump, camping, entre outros, além do turismo ecológico, que promove a educação ecológica e cria uma forma de arrecadação financeira para os parques sem exigir um grande investimento e gera renda para comércios ao redor do parque.

## Parques urbanos
Parques urbanos são áreas com o intuito de serem recreacionais, normalmente comprados ou são mantidos pelo governo. Utilizam um tipo de paisagem que as pessoas acham relaxante. A grama é deixada curta para evitar pragas de insetos e permitir picnics. As árvores são escolhidas pelas suas belezas.
Os parques são definidos por darem lazer as massas urbanas e são estruturados por vegetação, mas ainda há uma discordância na definição de parques. Parques urbanos no geral são estruturados em torno de oito funções, sendo elas recreação (ligados a atividades esportivas formais e informais); papel estruturante da forma urbana; função estética; função de contemplação; planejador de opiniões; função social e cultural; uso educativo; função orgânica ou ecológica. Além disso os parques podem ter efeitos positivos à saúde, como reduzir a poluição do ar, sequestrar carbono, e aumentar a incidência solar de quem vai ao parque.
A recreação dos usuários, pode ocorrer tanto de forma passiva quanto ativa. A recreação ativa exige algo que têm uma característica urbana e precisa de um desenvolvimento intensivo, cai nessas características os parquinhos, quadras de jogos esportivos, áreas de skate, entre outros, eles têm um custo grande para serem mantidos. A recreação passiva utiliza do espaço aberto do parque para o lazer das pessoas no parque, além disso, essa técnica permite preservar o ambiente natural do parque, algumas atividades desse tipo seriam atividades físicas como correr pelo parque, também pode ser outras atividades menos ativas, como fotografar, fazer picnics, observar a natureza e mais.
Dependendo do seu tamanho, orçamento e da estrutura do terreno, o parque pode ter diferentes tipos de estruturas e áreas de recreação, como parquinhos, jardins, pistas para corridas e/ou caminhadas, quadras para esportes, banheiros públicos e mais. Um exemplo de um parque no Brasil com essas características é o Parque Ibirapuera.

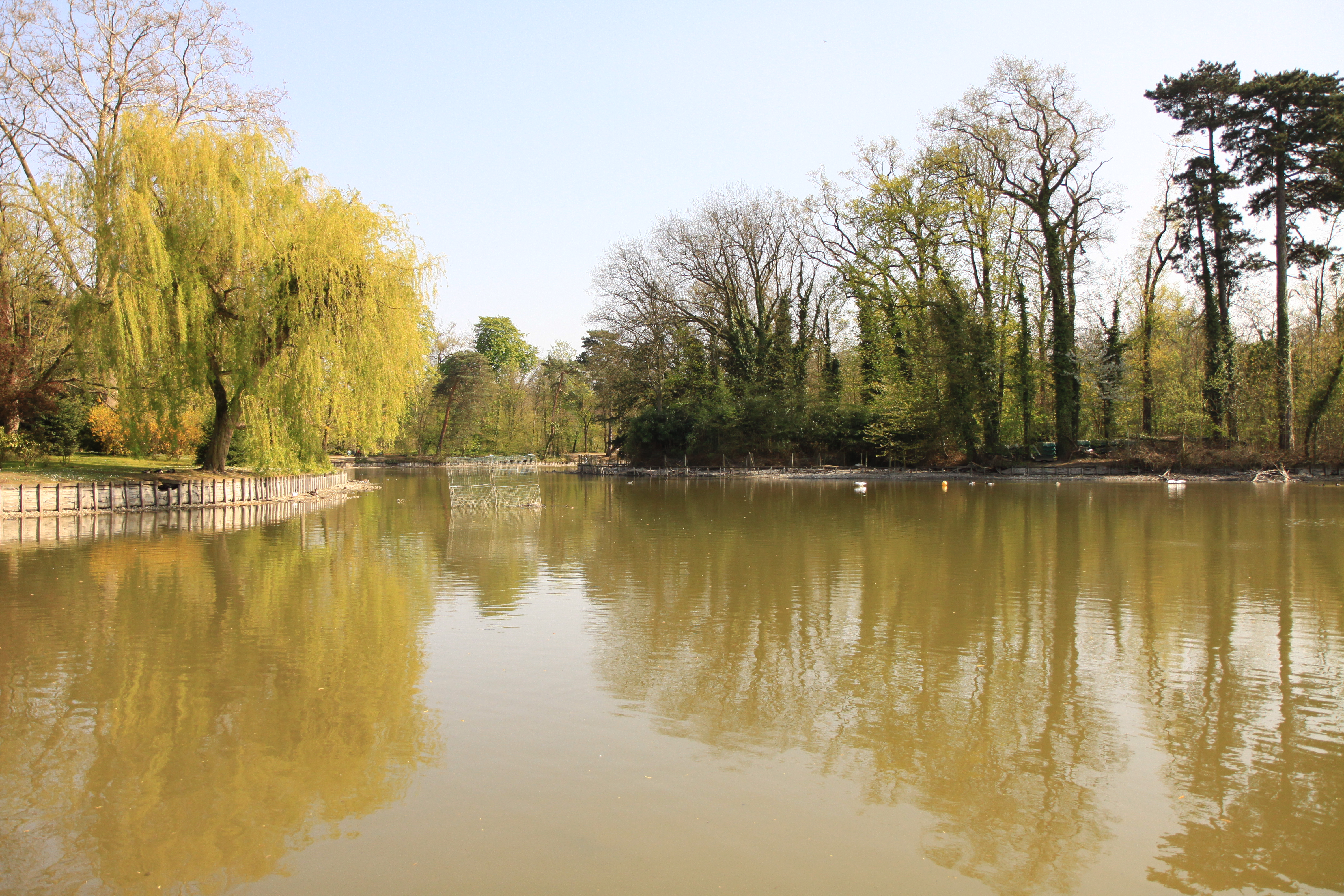
Lac des Minimes, no Bosque de Vincennes, o maior parque urbano da França, localizado em Paris.

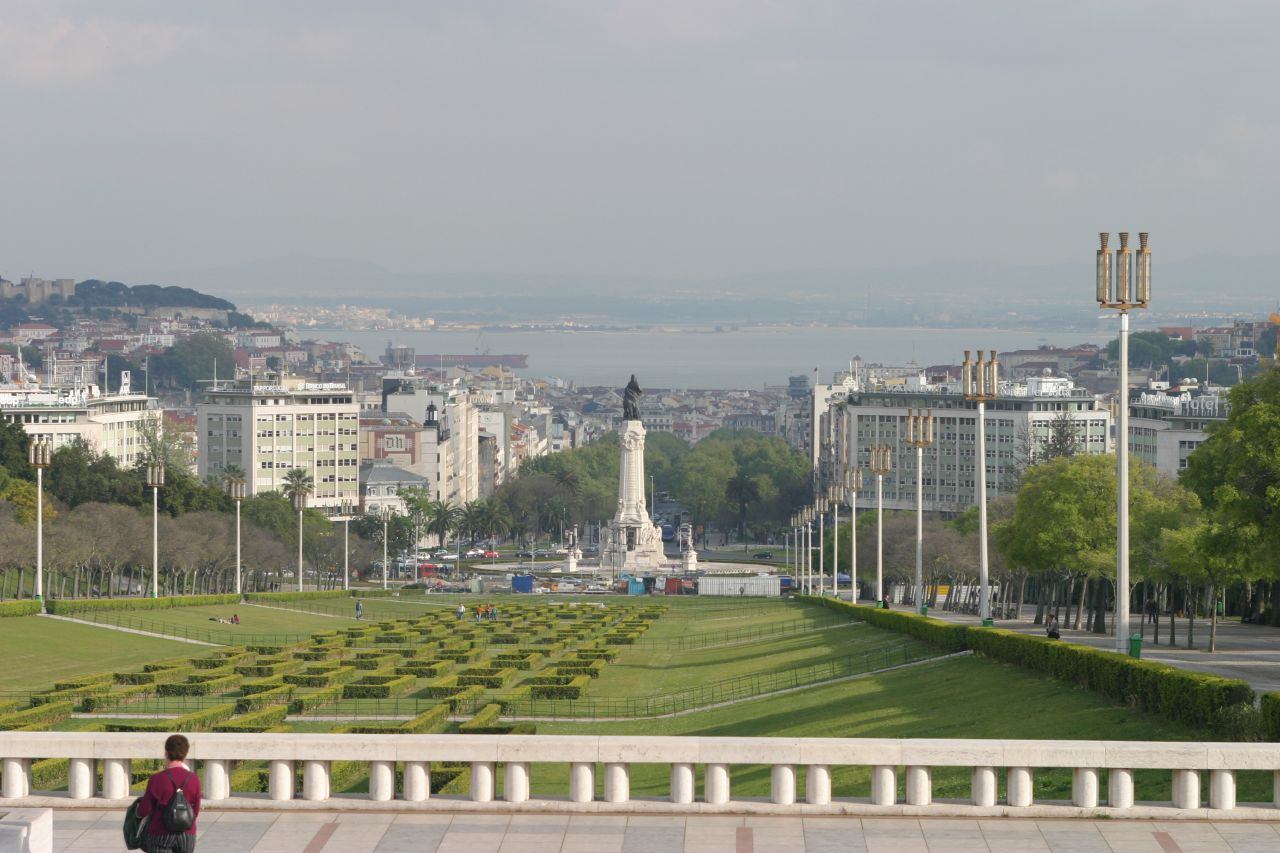
Parque Eduardo VII, em Lisboa, em Portugal.

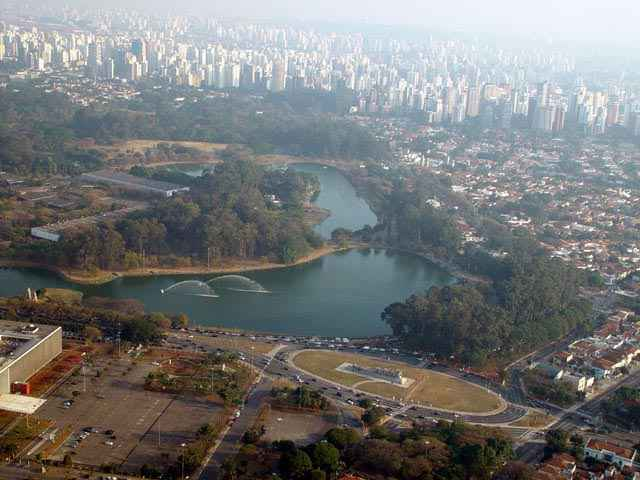
Parque Ibirapuera, em São Paulo, no Brasil.

Parques são um dos componentes-chaves de uma cidade especialmente dedicada em propiciar um alto nível de qualidade de vida aos seus habitantes; várias das cidades com os melhores índices de desenvolvimento humano, como Genebra e Zurique, na Suíça, Vancouver, no Canadá e Estocolmo, na Suécia, possuem sistemas complexos de espaços de recreação e parques urbanos.
Um dos exemplos mais paradigmáticos de um parque urbano é o Central Park, em Nova Iorque, projetado por Frederick Law Olmsted e Calvert Vaux. Outro exemplo semelhante é o Hyde Park, em Londres. Já exemplos bastante conhecidos de parques urbanos no Brasil são o Parque Ibirapuera, em São Paulo, o Parque das Dunas em Natal, o Parque do Cocó em Fortaleza e o Parque da Cidade em Brasília.

### História
A origem dos parques se baseia em dois pontos fundamentais, sendo eles a Urbanização e a industrialização. O surgimento da ideia de parque veio de Olmsted nos EUA, quando o verde passou a ser incorporado nas cidades europeias. Mesmo com essas motivações, o Brasil não foi impulsionado pela ideia por ainda não ter uma rede urbana muito expressiva, e nessa época os parques funcionavam como algo da elite Brasileira.
O primeiro Parque urbano do Brasil foi o passeio público, criado em 1783, possuindo um traçado geométrico inspirado em jardins clássicos franceses. No final do século XIX, o Brasil passou por um processo de urbanização mais intenso, e nesse momento o parque começa a ter novos usos, principalmente recreativos. A urbanização do Brasil de fato começou a crescer ainda mais nos anos de 1950 aumentando a concentração de pessoas e atividades econômicas, em poucas cidades, também houve a mudança dos parques, se aderindo principalmente ao neo paisagismo. Nos anos 70 surgem os melhores parques, tendo equipamentos esportivos, edifícios, estádios, passeios e espelhos d’água, e o número de parque começa a crescer nos centros urbanos, principalmente em cidades como Brasília e Rio de Janeiro.

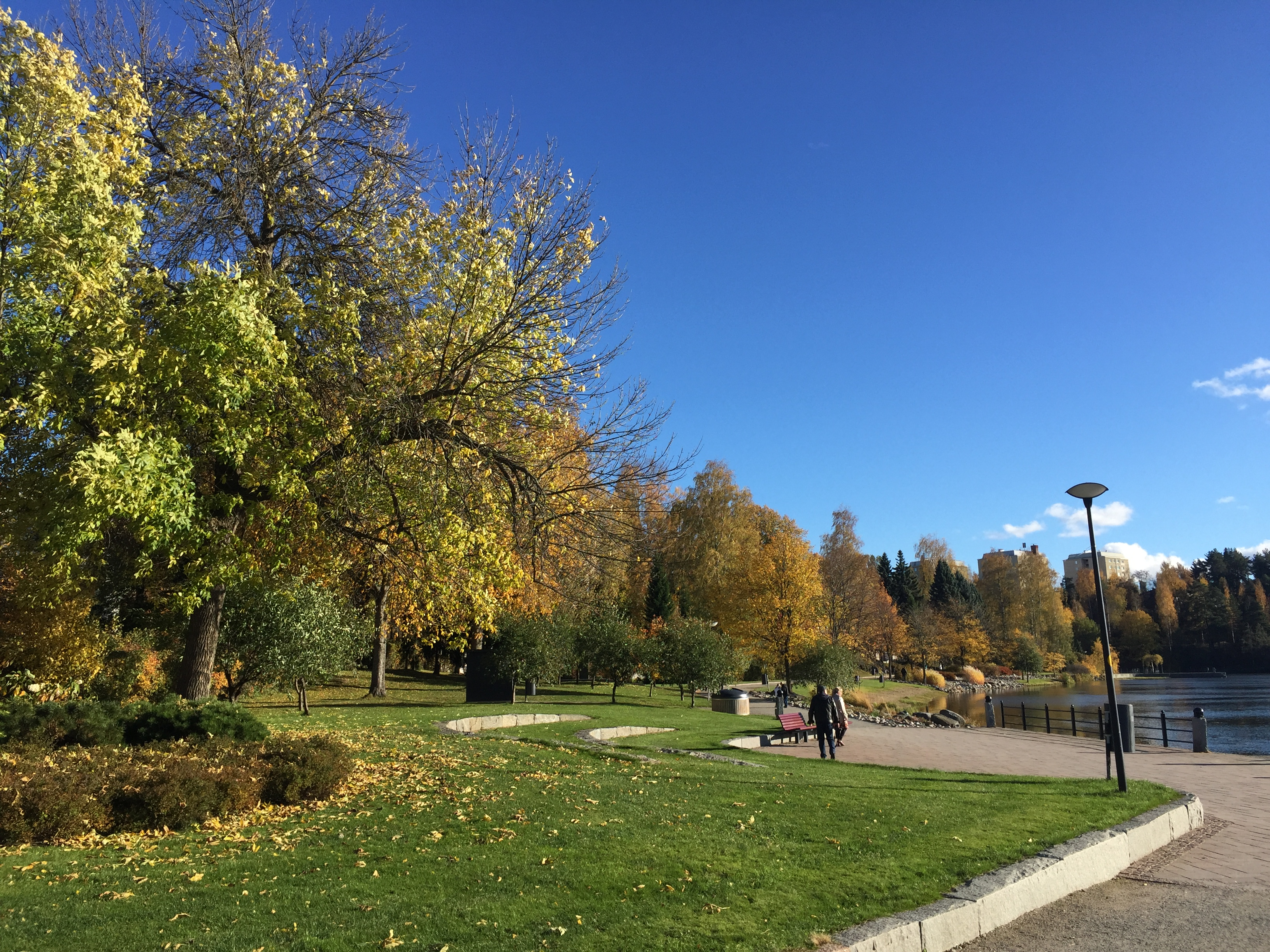
Valkeisenpuisto em Kuopio, Finlândia.

## Parque natural
Um parque natural é uma área natural, fora de uma área urbana, protegida por lei, e onde indústrias e residências são proibidas, restritas a nativos que anteriormente já habitavam a região ou existem com restrições, com o objetivo de preservar a flora e a fauna local.
Um parque natural também pode servir como um local de recreação para pessoas. Camping, canoagem, caminhadas e piqueniques são atividades e recreações mais comuns. Muitos parques naturais são centros turísticos, por abrigarem monumentos naturais, como grandes montanhas e cachoeiras, por exemplo.
No Brasil, por exemplo, temos o Parque Nacional do Iguaçu, onde estão localizadas as Cataratas do Iguaçu, em Foz do Iguaçu e Puerto Iguazú e também o Parque Ecológico do Paredão em Guapé - Minas Gerais.
Em Portugal, a Ria Formosa, no Algarve, é outro exemplo de um parque natural.

## Parques Rurais

### Definição
Parques rurais são espaços que proporcionam uma experiência natural para visitantes que não necessariamente desejam visitar áreas rurais específicas de um estado ou cidade. Eles oferecem ambientes abertos e públicos com uma atmosfera informal. Ao contrário dos parques urbanos, estão localizados próximos a áreas residenciais rurais e, ocasionalmente, em campos agrícolas.

### Origem
A maioria dos parques rurais surgiu na década de 1970, impulsionada pelo Countryside Act de 1968, no Reino Unido. Essa lei ampliou as atribuições da antiga ational Parks Commission, que foi renomeada para Countryside Commission, com o objetivo de promover a conservação e a recreação em áreas rurais. Ela autorizou a criação de parques rurais e concedeu às autoridades locais o poder de gerenciar terras comuns e áreas de lazer, além de regulamentar atividades como navegação em corpos d’água, conversão de terras para a agricultura e acesso a áreas de interesse científico.

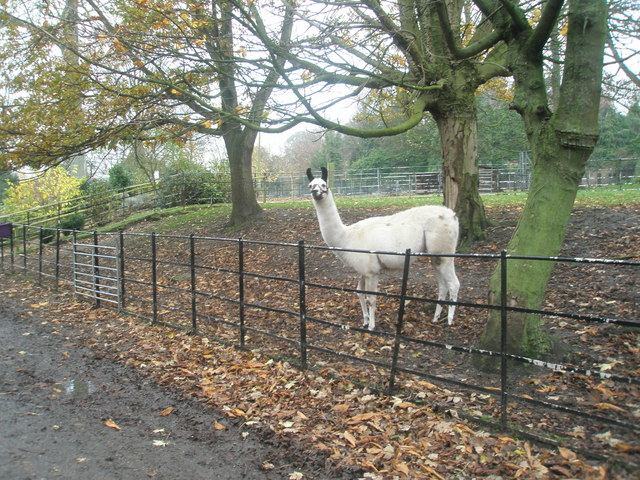
Esta é uma imagem do Stauton Country Park, em Hampshire, Reino Unido.

### Infraestrutura
Parques rurais costumam oferecer infraestrutura básica, como estacionamento, banheiros, cafés ou quiosques, trilhas e guias para visitantes. Alguns parques também contam com comodidades adicionais, como museus, centros de visitantes, instalações educacionais, monumentos históricos, fazendas, passeios de barco e atividades de pesca. 
Em parques maiores, é comum a realização de eventos como shows, feiras, fogos de artifício e outros grandes eventos ao ar livre. Alguns parques podem ser privados ou exigir pagamento para estacionamento.

### Exemplos
Alguns exemplos de parques rurais são: 
Staunton Country Park (Reino Unido): Localizado em Hampshire, conta com jardins, trilhas, áreas para piqueniques e uma fazenda com animais. Suas ruínas históricas e áreas florestais oferecem um ambiente relaxante, ideal para famílias e caminhadas.
Sai Kung East Country Park (China): Situado em Hong Kong, é conhecido por suas montanhas e praias deslumbrantes, como Long Ke e Ham Tin Wan. O parque é ideal para trilhas, acampamentos e atividades aquáticas, além de ser um importante ponto de preservação da biodiversidade local.

## Parques Militares

### Definição
Parques militares são unidades de conservação que preservam antigos campos de batalha, protegendo não apenas a fauna e a flora locais, mas também estruturas históricas e equipamentos utilizados nos conflitos. Esses parques são cruciais para a preservação histórica, além de contribuir para o entendimento econômico e social das nações, especialmente nos países onde ocorreram significativos confrontos.[carece de fontes?]

### Origem
Os parques militares surgiram nos Estados Unidos após a Guerra Civil Americana, como forma de preservar a história, honrar os combatentes e ensinar educação militar. Além de serem espaços de memória, tornaram-se locais de atração para interessados nos eventos históricos que ali ocorreram. Com o fim da Primeira Guerra Mundial, essa ideia expandiu-se para a Europa e, posteriormente, para outros continentes, como África e Ásia especialmente após a Segunda Guerra Mundial.

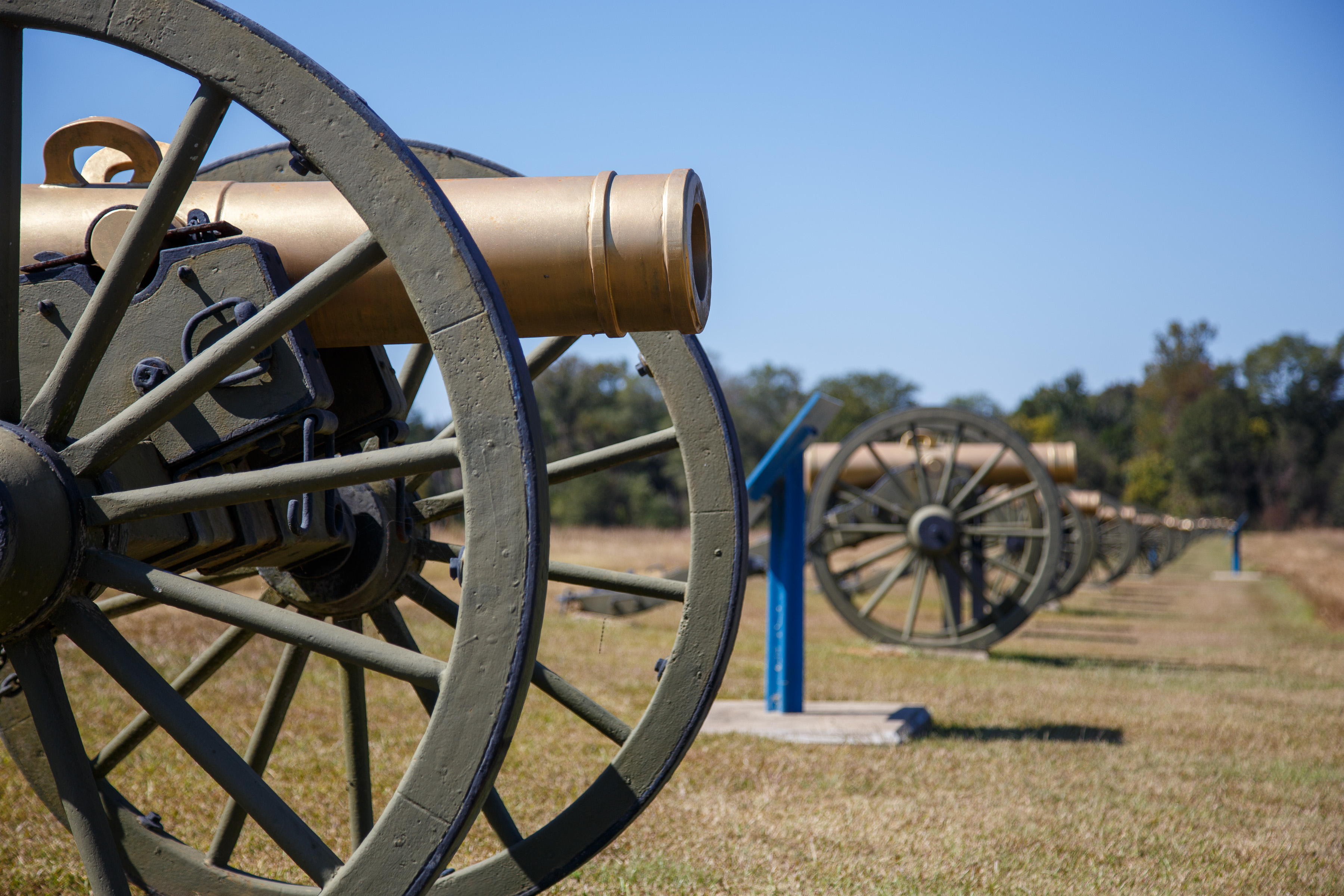
Parque Militar no Mississippi, demonstrando assim a importância que os Estados Unidos da América atribuem à memória desses parques.

### Locais de ocorrência
- Estados Unidos: Possuem a maior quantidade de parques militares devido à sua forte tradição militar e à importância desses locais como patrimônio histórico e econômico.[35]

- Europa: Preservam campos de batalhas das Guerras Napoleônicas e das Primeira[36] e Segunda[37] Guerras Mundiais.

- Ásia e África: Focam na preservação de conflitos relacionados à descolonização, como Massacre de Nanquim (China).

### Parques militares no Brasil
No Brasil, não existem parques militares devido à preferência pela preservação de fortes históricos, como o Forte de Copacabana. Além disso, o país não enfrentou conflitos tão devastadores quanto em outras partes do mundo. Outros fatores incluem: 
- Urbanização e uso intensivo do solo, dificultando a preservação de áreas.

- Prioridade na criação de museus e memoriais em vez de campos de batalha.

- Comemorações simbólicas focadas em exposições.[38]

### Atrações em parques militares
- Estratégias e Equipamentos: Reencenações históricas, demonstrações de armas, navios e tanques.

- Exposições Multimídia: Imagens, vídeos e textos sobre os eventos.

- Objetos Arqueológicos: Artefatos como balas de canhão e baionetas ajudam a reconstruir a história e são exibidos em museus dos próprios parques.[39]

## Parques Governamentais

### Conceito geral
Parques governamentais são áreas de conservação, terrestres ou aquáticas, criadas para proteger ecossistemas e elementos naturais de grande relevância. Seu objetivo é preservar paisagens, fauna, flora e locais de interesse científico, educativo, recreativo ou turístico. Além de serem espaços de conservação, permitem atividades de pesquisa e lazer. Esses parques podem ser estabelecidos em âmbito federal, estadual ou municipal, utilizando terras públicas ou desapropriadas. Dependendo da esfera de criação, são denominados Parques Nacionais, Parques Estaduais ou Parques Naturais Municipais.

#### Importância
Os parques governamentais desempenham um papel crucial na proteção da fauna, flora e ecossistemas, contribuindo para a conservação de espécies ameaçadas e o equilíbrio ambiental. Além disso, incentivam o turismo sustentável, gerando empregos e promovendo o desenvolvimento econômico das comunidades locais.

### Parques nacionais

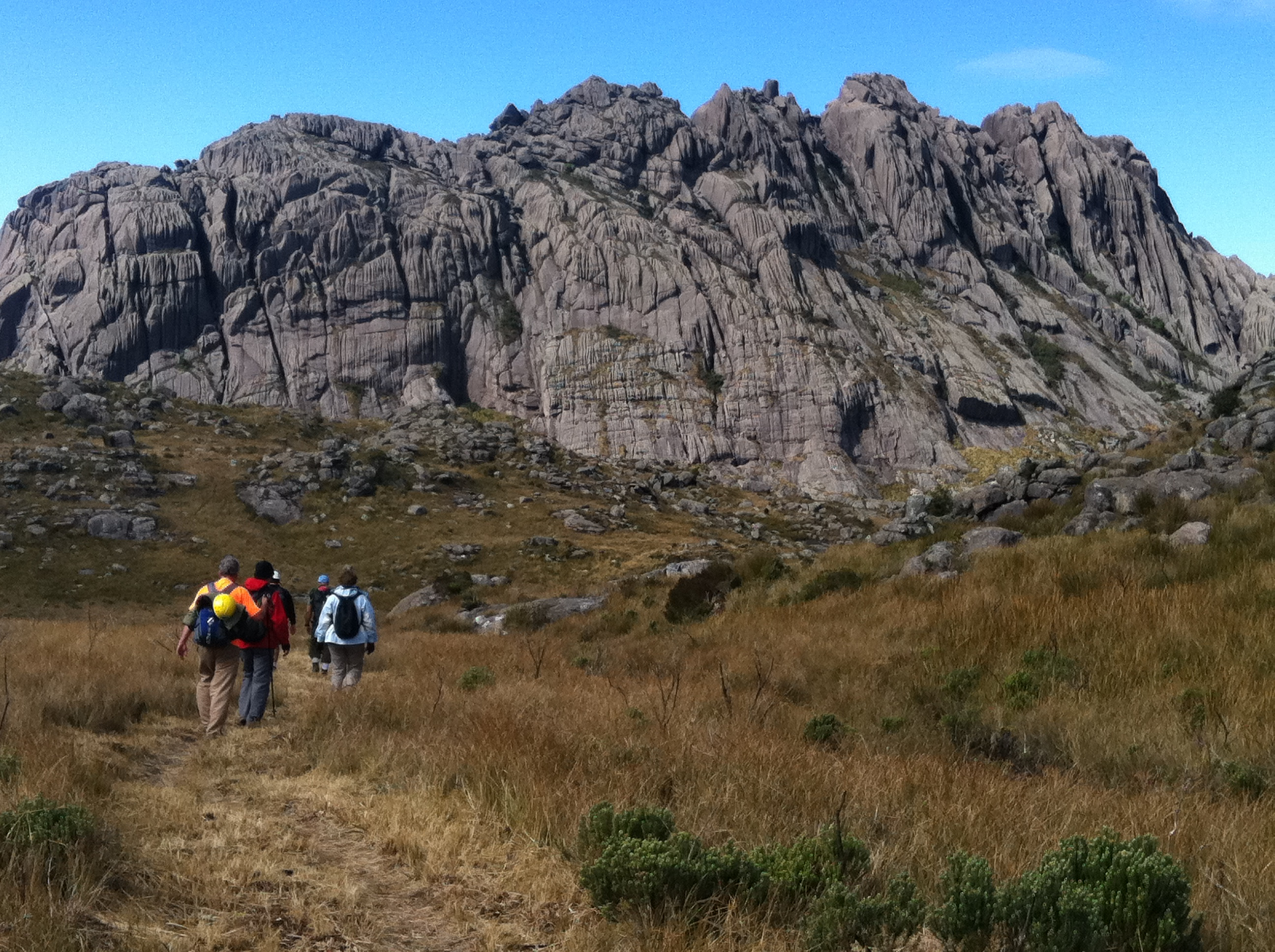
Parque Nacional do Itatiaia, o parque nacional mais antigo do Brasil, localizado entre os estados do Rio de Janeiro e Minas Gerais.

Parques Nacionais são áreas naturais protegidas e geridas pelo Estado, com o propósito de preservar o patrimônio ambiental, cultural e histórico para as futuras gerações. Esses parques simbolizam a identidade e a riqueza natural de uma nação e incentivam a pesquisa científica, a educação ambiental e o turismo sustentável.

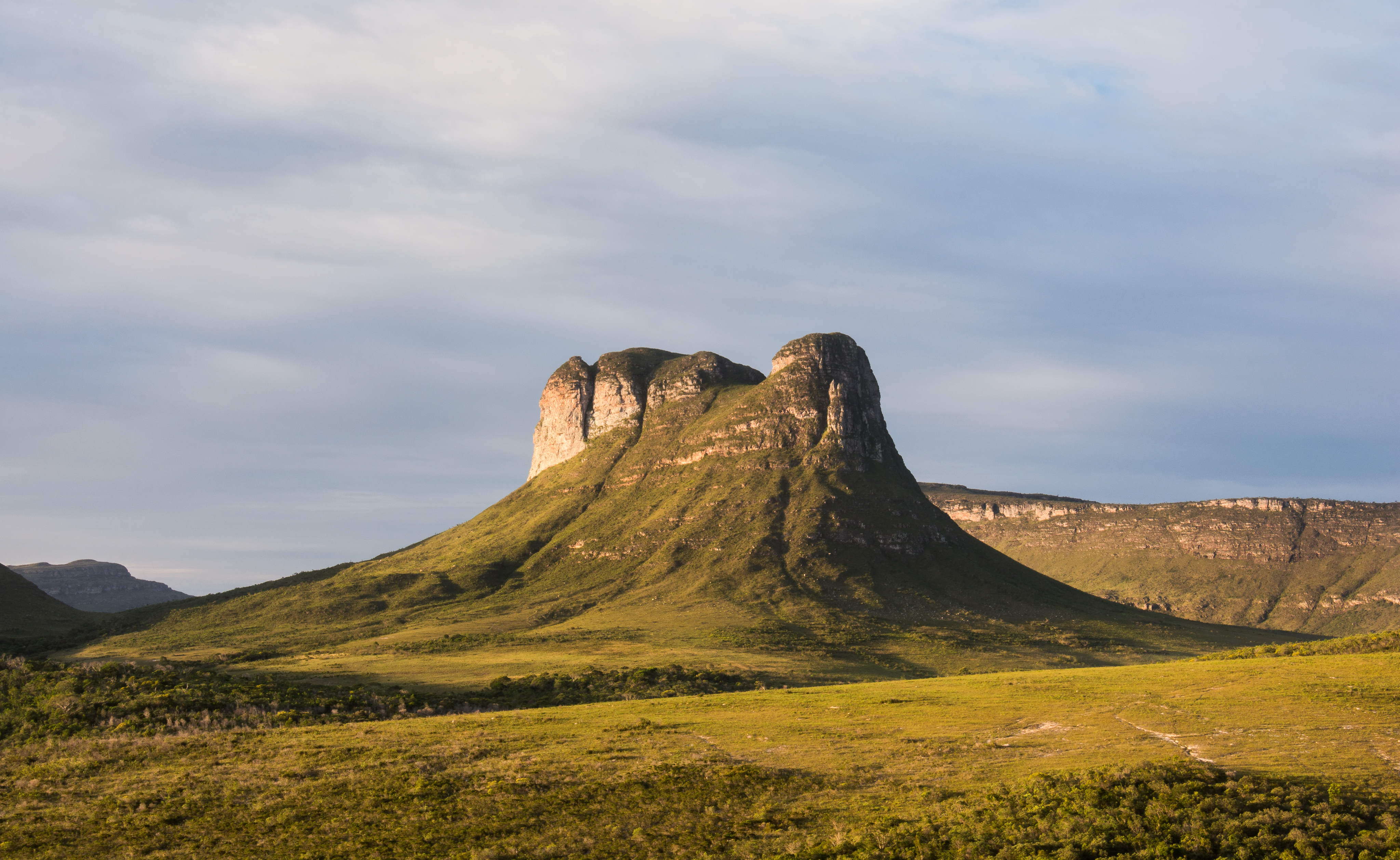
Parque Nacional da Chapada Diamantina, no estado da Bahia.

Segundo a IUCN (União Internacional para a Conservação da Natureza), Parques Nacionais pertencem à Categoria II de áreas protegidas. Podem ser terrestres ou aquáticas e são fundamentais para garantir a preservação da natureza e o equilíbrio dos ecossistemas. O objetivo é proteger esses espaços para as próximas gerações, limitando atividades que possam causar danos. Nesses parques, os visitantes podem realizar atividades educativas, científicas e recreativas de maneira responsável, respeitando a natureza e a cultura local.

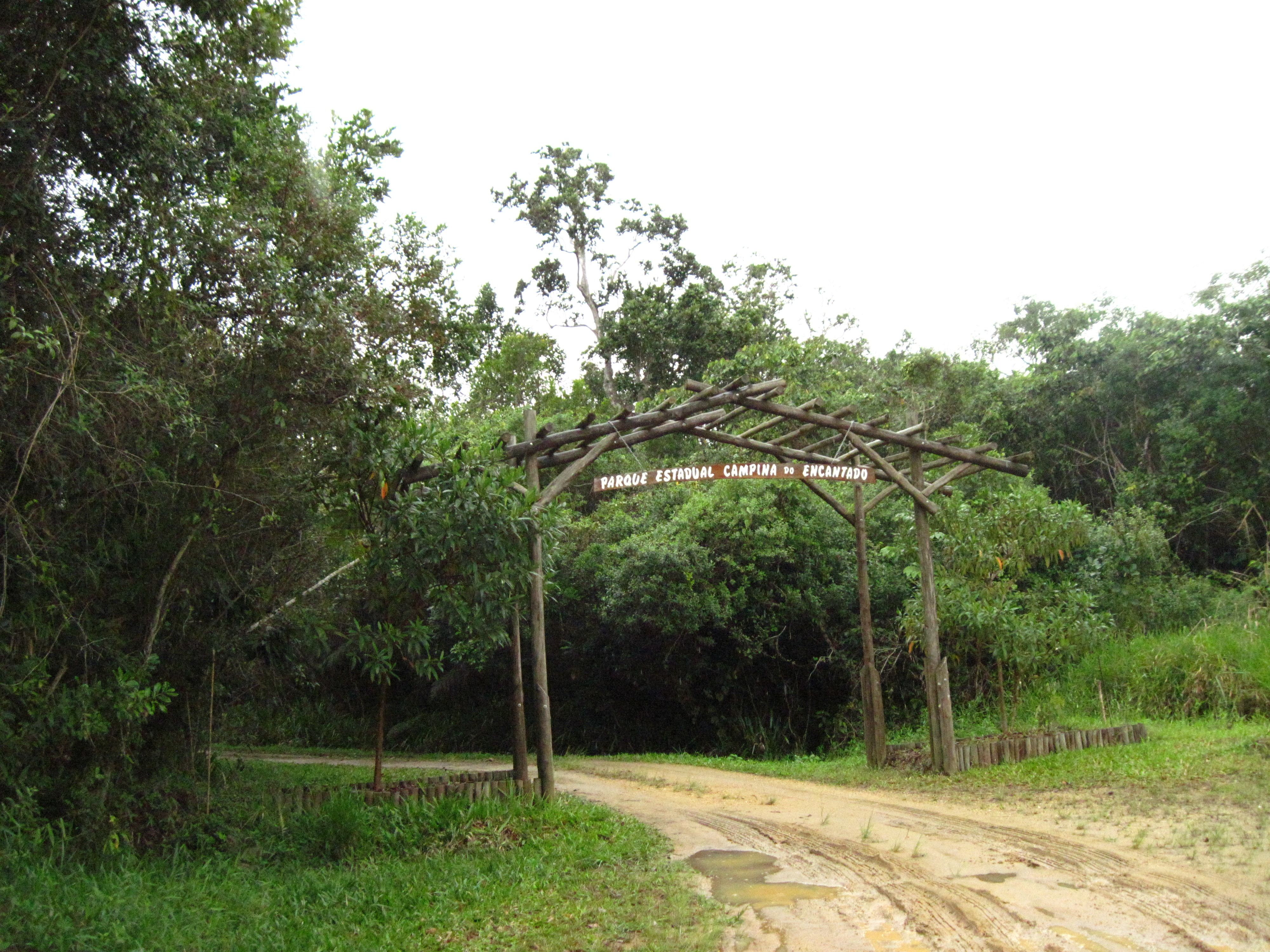
Parque Estadual Campina do Encantado, no estado de São Paulo.

### Parques estaduais
Parques Estaduais são áreas protegidas pelo governo estadual, destinadas à preservação do meio ambiente, da fauna, da flora e dos recursos naturais. Esses parques também valorizam a cultura local e oferecem oportunidades para lazer e aprendizado sobre a natureza.
Esses espaços abrangem diversos ambientes naturais, como florestas, rios, lagos, montanhas e praias, permitindo atividades ao ar livre, como trilhas, passeios de barco, observação de aves e camping. Além disso, muitos desses parques abrigam sítios arqueológicos, áreas históricas e centros de pesquisa científica.

### Parques naturais municipais

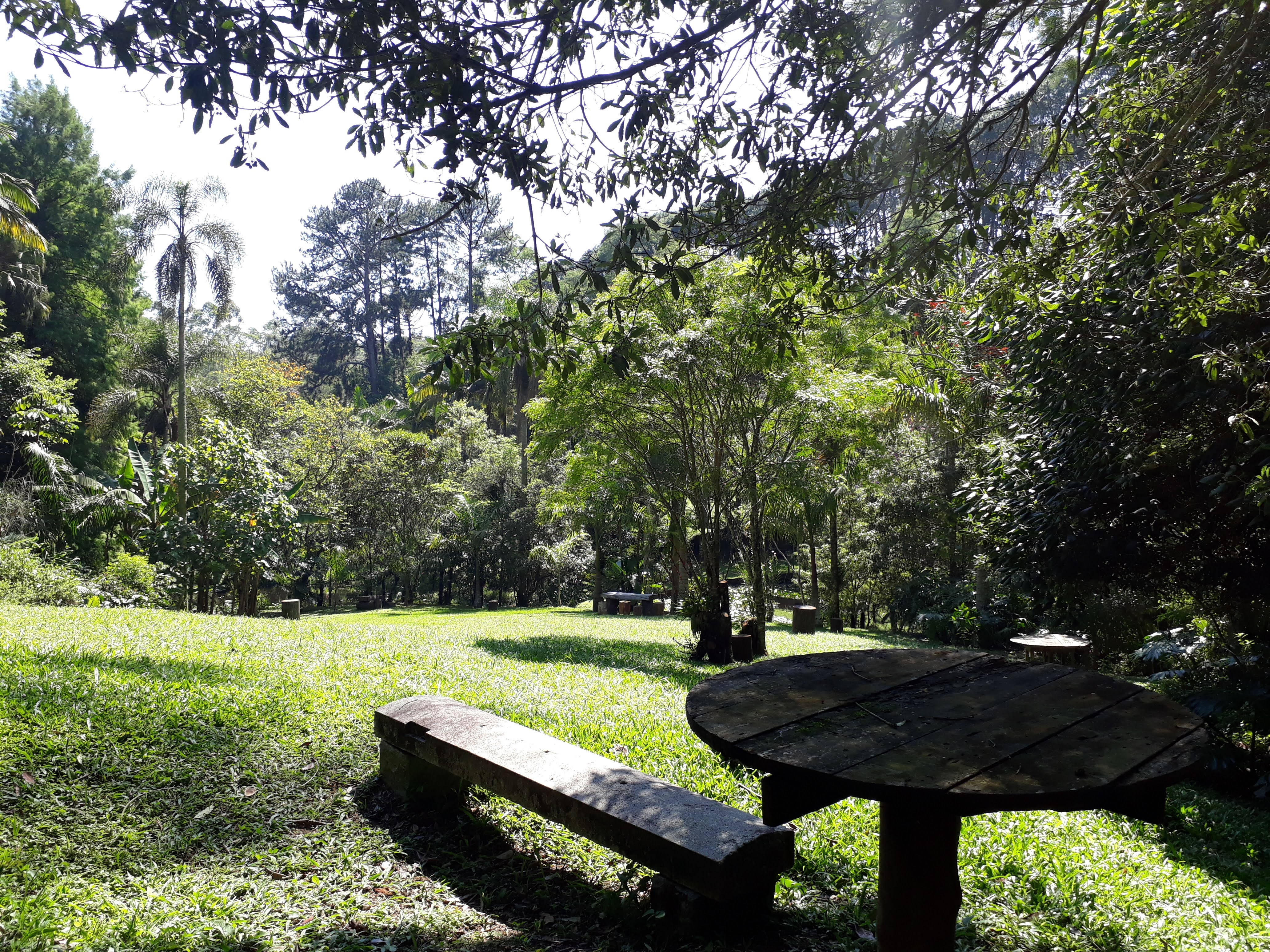
Parque Natural Municipal Itaim, no extremo sul do município de São Paulo.

Os PNMs (Parques Naturais Municipais) são áreas de proteção criadas pelos municípios, com o objetivo de preservar e recuperar ecossistemas importantes, além de valorizar suas paisagens naturais. Nesses parques, o uso dos recursos naturais é proibido, mas são permitidas pesquisas científicas, educação ambiental, atividades de lazer em contato com a natureza e turismo ecológico. São compostas apenas por áreas públicas e buscam manter e restaurar as características originais dos ecossistemas.